# 170'erne
Århundreder: 1. århundrede – 2. århundrede – 3. århundrede
Årtier: 120'erne 130'erne 140'erne 150'erne 160'erne – 170'erne – 180'erne 190'erne 200'erne 210'erne 220'erne
År: 170 171 172 173 174 175 176 177 178 179